# Bezirksapostelbereich Schweiz
Der Bezirksapostelbereich Schweiz, kurz BAB Schweiz, ist ein territorialer Zuständigkeitsbereich (Bezirksapostelbereich) eines Bezirksapostels der Neuapostolischen Kirche.

## Struktur
Der Bezirksapostelbereich Schweiz umfasst insgesamt 16 Länder. Im staatlichen Recht hat er keine eigene Rechtspersönlichkeit. Eine solche kommt vielmehr den Gebietskirchen zu, aus denen er besteht und welche eines oder mehrere Länder umfassen. Der Bezirksapostelbereich Schweiz ist nach seiner grössten und ältesten Gebietskirche (Neuapostolische Kirche Schweiz) benannt, wo sich auch der Sitz des jeweiligen Bezirksapostels befindet (Zürich). Leiter des Bezirksapostelbereichs Schweiz ist seit 2024 Bezirksapostel Thomas Deubel.

## Länder
Der Bezirksapostelbereich Schweiz umfasst aktuell (Stand: 2023) die folgenden Länder:
- Andorra
- Bulgarien
- Gibraltar
- Italien
- Kuba
- Liechtenstein
- Moldawien
- Österreich
- Rumänien
- San Marino
- Schweiz
- Slowenien
- Slowakei
- Spanien (inkl. Balearen, Kanarische Inseln und Exklaven)
- Tschechien
- Ungarn

## Fussnoten
1. ↑  Vor Ort und weltweit: die Struktur. Neuapostolische Kirche International, abgerufen am 7. September 2023.
2. ↑  Bezirksapostelbereich Schweiz. Neuapostolische Kirche Schweiz, abgerufen am 7. September 2023.